# Лицов (Мекленбург)
Лицов (њем. Lützow) општина је у њемачкој савезној држави Мекленбург-Западна Померанија. Једно је од 91 општинског средишта округа Нордвестмекленбург. Према процјени из 2010. у општини је живјело 1.540 становника. Посједује регионалну шифру (AGS) 13058066.

## Географски и демографски подаци
Лицов се налази у савезној држави Мекленбург-Западна Померанија у округу Нордвестмекленбург. Општина се налази на надморској висини од 62 метра. Површина општине износи 24,8 km². У самом мјесту је, према процјени из 2010. године, живјело 1.540 становника. Просјечна густина становништва износи 62 становника/km².